# Црква Свете Тројице у Извору
Црква Свете Тројице у Извору једна је од 37 цркава Епархије врањске, која организационо припада Архијерејском намесништву босилеградском, а територијално и административно општини Босилеград са 25 села, и Пчињском округу. Црква је данас напуштена, исто као и село Извор које према попису из 2011. има само 61 становника. Једино је за празник Свете Тројице обиђе парох из оближњег Босилеграда.

## Положај
Црква се налази у селу Извор, претежно настањеном Бугарима (према попису из 2002. године), 4 километра североисточно од градског насеља Босилеград уз границу са Републиком Бугарском у подножју планине Рудина. Оивичен је са свих страна планинама по чијим падинама је смештено осам сеоских махале. Удаљена је од Врања 60 km, Београда 400 km, Ниша 170 km и Софије 132 km.
Микролакација цркве:
- Северна географска ширина: 42° 30'59,08”
- Источна географска дужина: 22° 30'47,93”
- Надморска висина црквене порте: 896 m.

## Историја
Црква је саграђена у периоду од 1834 до 1836. године, у време Османског царства, са намером да буде центар окупљања верног народа, посебно на вишедневним саборима који су карактеристични за Босилеград. У време градње цркве епископ је био Авксентије, који је, поред помоћи цркви, помагао и у набавци књига за школу. Један од првих свештеника био је јереј Петар Цветков Љубенов, рођен 1816. у селу Горњи Коритен, који се поред свештеничког позива бавио и прикупљањем народних умотворина овог краја.
Према легенди о настанку цркве...
Прича се да су током турске владавине мештани хтели да подигну цркву поред извора. Турци су, у жељи да се наругају раји, дозволили да црква буде подигнута на простору који покрива 1 говеђа кожа. Домишљати мештани су кожу исекли на узане траке и њом оивичили простор који црква данас заузим, 800 m².
Обновљена је 1845. године. Тада је настао живопис са доминантним сценама Христовог страдања. Као мајстори наводе се Јован и његов син Никола Самоковлија. У исто време настао је и иконостас. Црква је и у каснијем периоду преправљана и дограђивана – проширени су прозорски отвори и подигнута припрата са озиданим стубовима од опеке.
Када је Извор 1878. припојен кнежевини Бугарској, у новоформираној административно самосталној јединици центр је био у Извору, који је држао примат све до 1889. када му значај опада померањем центра у оближњи Босилеград.
Након Великог рата, 1919. године, као накнаду ратне штете, Краљевина СХС добила је Босилеградски срез и тада је Извор постао саставни део Врањског округа.
Фонд цркве је фрагментарно сачуван.  Велики део архиве и црквених реликвија отуђен је у више наврата.  Део црквене архиве спаљен је 1919. од стране Бугара пре примопредаје Извора Краљевини СХС, а део је опљачкан и покраден за време и после Другог светског рата.
У периоду комунизма 1950-их део спољних фресака био је прекречен. Када је тадашњи командир војне карауле у непосредној близини цркве ослепео, по његовом наређењу забрањено је прекречивање икона и тада се стало са девастирањем спољних икона.
Прва школа у Извору и његовој околини отворена је при цркви 1833. године, док је црква још била у изградњи. Први учитељ био је поп Георги, после њега даскал Тривун из Кратова, Димитар Стојанов из села Ваксева и други. Јордан Захаријев пише да је захваљујући великој цркви и школи при њој село Извор постало интелектуални центар у целом региону. Свештеници и учитељи у околини школовали су се у школи при цркви.

## Архитектура
Архитектура храм, која оставља утисак монументалности упркос једноставној структури, припада типу псеудобазилика, који је преовладававо у црквеном градитељству овог подручја. Настала је као израз јаких стремљења локалног хришћанског становништва, да се у њој могу окупити сви верници Извора и шире околине.
Црква је тробродна грађевина са отвореном припратом и тремом са отвореном аркадом на прочељу (на западу) и мањом полигоналном апсида, изнутра полукружном, на истоку. Унутрашње површина цркве је 760 m² а спољашње 820 m².  Унутрашњи простор споља покрива кров на две воде у складу са оновременом тежњом за прикривањем сакралности монументалне грађевине.
Простор наоса деле колонаде стубова на три брода, од којих је средишњи надвишен таваницом у виду полуобличастог свода за разлику од равних над бочним бродовима.
У западном делу цркве смештена је пространа галерија, односно гинекион (простор намењен женама). Испод њега се налазе два бочно ограђена простора, затворена дрвеним решеткама у горњем делу.
Црква има куполу изнад припрате у којој је смештено звоно. По својој величини једна је од највећих цркава на југу Србије.  Црква је била живописана, о чему сведочи остатак фреске у тимпанону над вратима, где је уз сликани крст танко исписан Христов монограм.
Унутрашњост храма је врло леп са импозантним иконописом и фрескама осликаним сводовима и прочељем. Иконописали су је најбољи иконописци Зографи из 19. века, Димитријe Христов, представник самоковске сликарске струје, а потом и његови ученици, међу којима се помиње Никола Валов који је осликао празничну икону Улазак у Јерусалим, ангажован за поновно живописање цркве.
Олтар је фрескодекорисан мотивима са симболичким значењем који се према тексту Ирене Зарић, обљављеном у Зборник Матице српске за ликовне уметности, књига 37
...уклапају у идеју иконостаса као прочеља небеског Јерусалима. Носеће тело је у зеленим тоновима, док се црвена и жута смењују по зонама. На парапетима су насликане вазе са цвећем, украс сложене симболике који је карактеристичан за ове делове иконостаса уколико нису представљане старозаветне или друге сцене. Евхаристијски мотив винове лозе одабран је за стубове између престоних икона, док су колонете горњих редова осликане тракама обавијеним тако да у далеким одјецима опонашају изглед тордираних стубова. Аркадни део престоног реда украшен је палметама и цветним врећама, у складу са идејом визуелизације рајског обиља. Изнад горњих колонета налазе се акантусови листови који формом и положајем асоцирају на капителе коринтског стуба. Нешто богатија декорација изведена је само на накнадно урађеним царским дверима и крсту са врха иконостаса. Сакрална симболика ових елемената истакнута је перфорираним украсима, додатно наглашеним златном и сребрном бојом.
У конхи олтара сачувани су ниша и прозори над њом, док су у протезису две простране полукружне нише.
Током 2013. године започети су опсежни радови на санцији цркве, заједничким ангажовањем Српских и Бугарских власти.

## Галерија
- Црквена звона

- Фрескодекорација